# Laena bohrni
Laena bohrni (лат.) — вид жуков-чернотелок рода Laena из подсемейства мохнатки (Lagriinae, Tenebrionidae). Эндемик Китая. Вид назван в честь Karol Bohrn (Братислава).

## Распространение
Китай: провинция Сычуань (3000—3800 м).

## Описание
Мелкие бескрылые жуки-чернотелки, длина тела от 7,5 до 8,5 мм. Отличаются крупными размерами, округлым и выпуклым пронотумом. Обитают в наземном лесном ярусе. Вид был впервые описан в 2008 году немецким колеоптерологом Вольфгангом Шваллером (Dr. Wolfgang Schawaller; Staatliches Museum für Naturkunde, Штутгарт, Германия).